# Пшеточино
Пшеточино (пол. Przetoczyno, нім. Pretoschin) — село в Польщі, у гміні Шемуд Вейгеровського повіту Поморського воєводства.
Населення — 545 осіб (2011).
У 1975-1998 роках село належало до Гданського воєводства.

## Демографія
Демографічна структура станом на 31 березня 2011 року:
|          | Загалом | Допрацездатний вік | Працездатний вік | Постпрацездатний вік |
| -------- | ------- | ------------------ | ---------------- | -------------------- |
| Чоловіки | 288     | 69                 | 194              | 25                   |
| Жінки    | 257     | 63                 | 156              | 38                   |
| Разом    | 545     | 132                | 350              | 63                   |